# Смолвуд (водосховище)

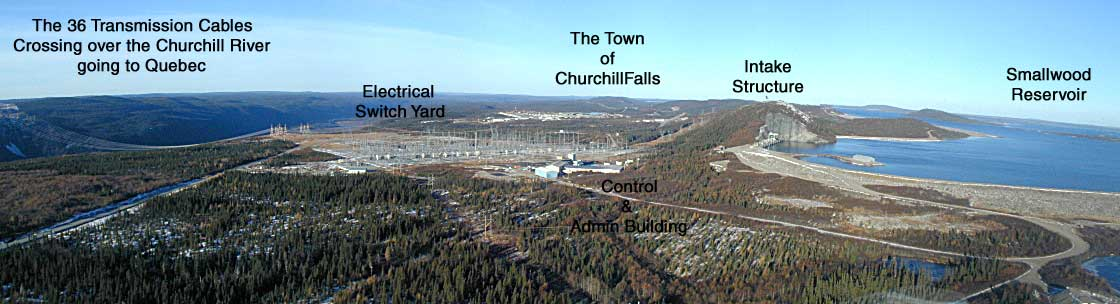
Панорамне фото об'єктів навколо головної греблі Смолвуд

Смо́лвуд (англ. Smallwood Reservoir) — водосховище, розташоване в західній частині Лабрадору, провінція Ньюфаундленд і Лабрадор, Канада, на кордоні з провінцією Квебек. Площа водної поверхні 6460 км², загальна площа водосховища 6527 км² — десята за величиною прісноводна водойма в Канаді і друге за площею водосховище в світі.. Висота над рівнем моря 471 метр.
Водосховище було створене у 1960-і роки шляхом будівництва гребель на річці Черчилл біля однойменного водоспаду. На відміну від інших водосховищ, вода стримується не однією великою дамбою, а серією з 88 гребель, загальна довжина яких 64 км. Рівень води був піднятий на 8,3 метра. Кілька сотень озер, включаючи великі озера Мішикамо і Лобстик, стали частиною величезного водосховища об'ємом 28 км³. Назва дана на честь Джозефа Робертса Смолвуда, першого прем'єр-міністра Ньюфаундленду.
Тубільці цього району — індіанці наскапі. Першими європейцями, що побували тут, були Джон Маклін і Ерланд Ерландсон у 1839. Район нанесений на карту місіонером Бабелем, а докладніше, в деталях — Альбертом Лоу з Геологічної служби домініону у 1895 .